# Unterforst
Unterforst ist ein Gemeindeteil von Wessobrunn im oberbayerischen Landkreis Weilheim-Schongau.
Der Gemeindeteil entstand offiziell am 28. April 2010, als das Landratsamt Weilheim den bisherigen Gemeindeteilnamen Forst aufhob und die neuen Namen Oberforst und Unterforst erteilte.
Unterforst liegt auf der Gemarkung Forst, die bis 1978 die gleichnamige Gemeinde Forst im Landkreis Weilheim bildete, bevor diese im Zuge der Gebietsreform in Bayern am 1. Mai 1978 nach Wessobrunn eingemeindet wurde.